# هاريس برايلي باركس
هاريس بارلي باركس (1879-1958) (بالإنجليزية: Harris Braley Parks)‏ هو عالم نبات أمريكي.